# Krywulka

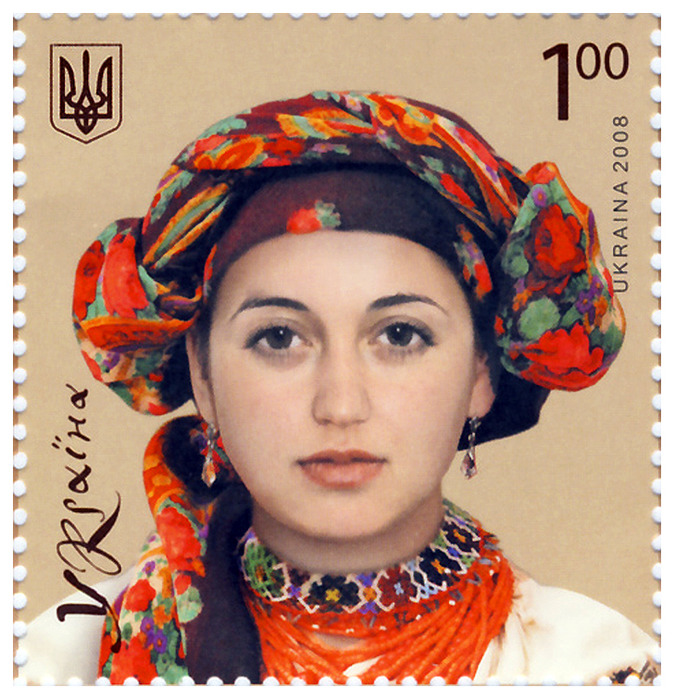
Znaczek pocztowy z serii „Tradycyjne nakrycia głowy Ukraińców”, przedstawiający części stroju huculskiego, wydany przez Ukrposztę w roku 2008

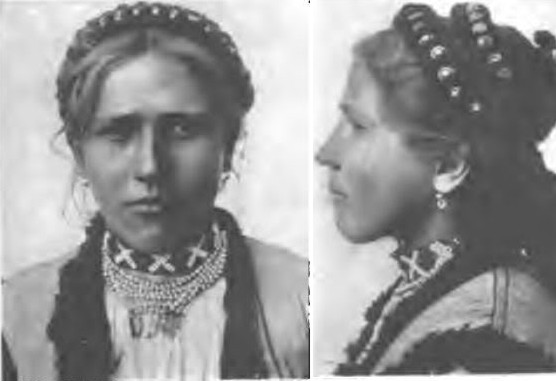
Opublikowana w 1908 przez Fedira Wowka fotografia antropologiczna przedstawiająca dziewczynę z Kőrösmező na Rusi Węgierskiej (obecnie Jasina na Ukrainie)

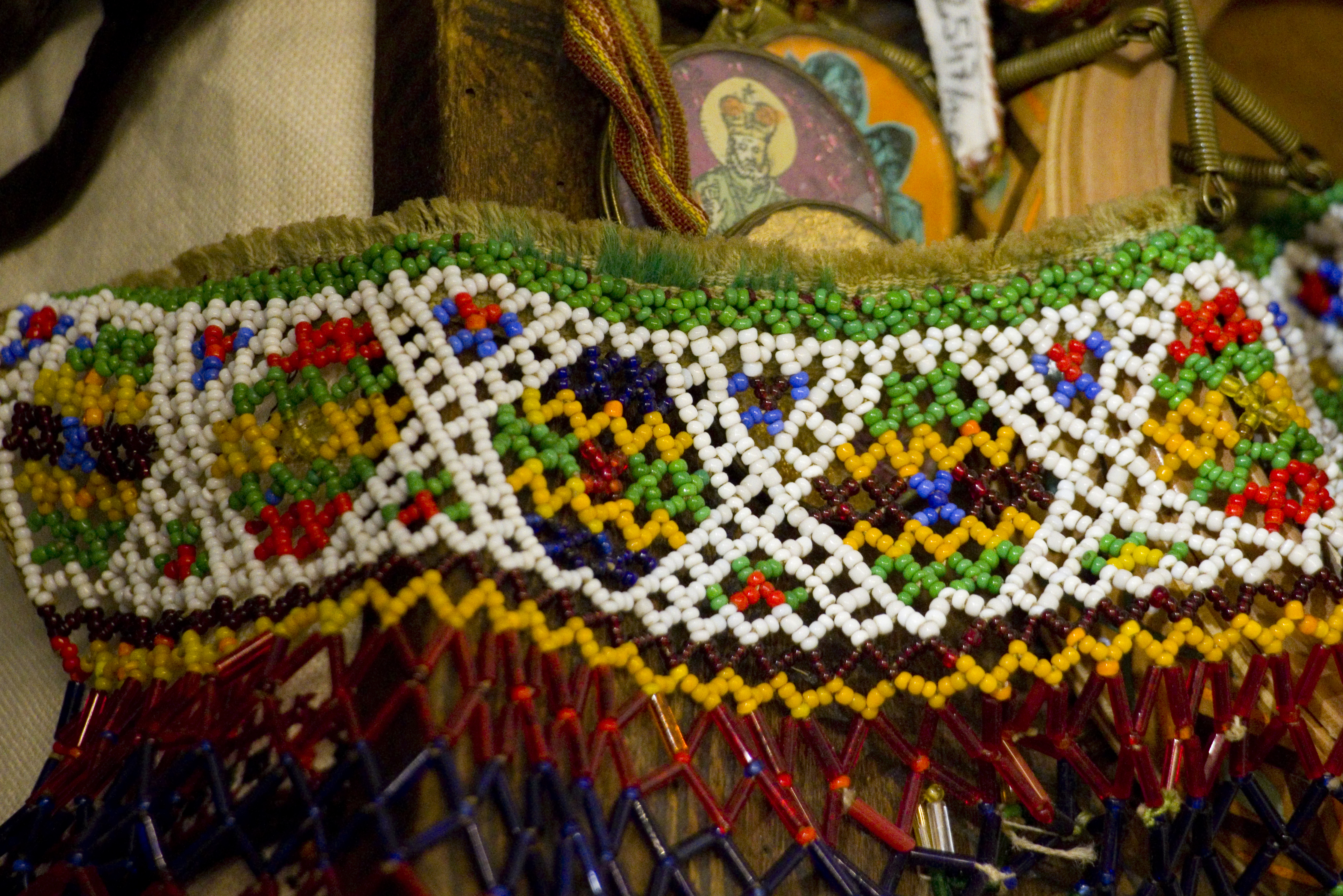
Krywulka. Wystawa „Czas Świętowania” w Państwowym Muzeum Etnograficznym w Warszawie.

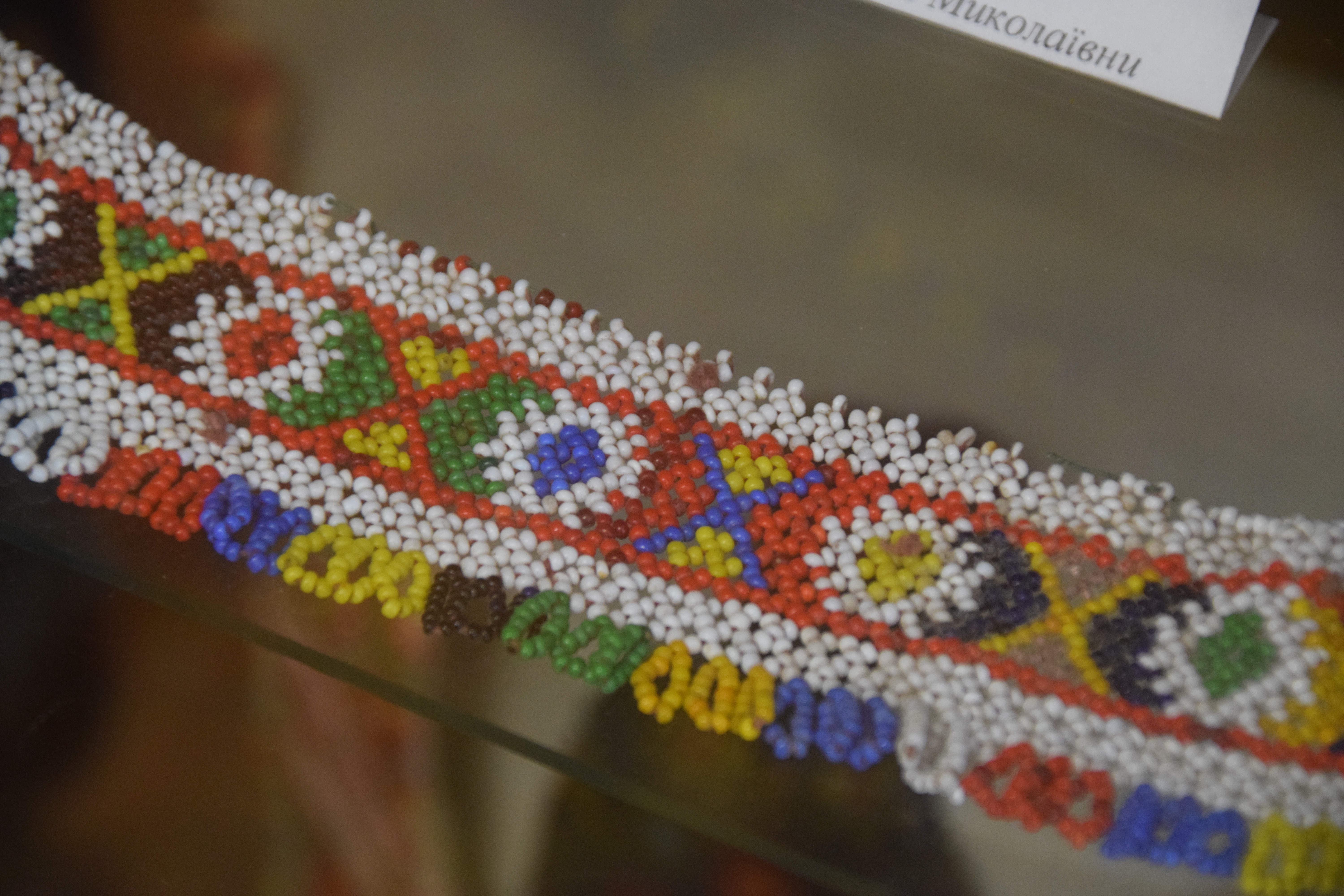
Krywulka bojkowska na wystawie w Muzeum Kultury Bojków w Dolynie.

Krywulka – ozdoba na szyję (rodzaj naszyjnika lub kryzy), wykonywana z różnokolorowych szklanych paciorków. Biżuteria popularna wśród wielu grup etnograficznych zamieszkujących Karpaty (Huculi, Bojkowie, Łemkowie), mająca swoje odpowiedniki w ozdobach znanych z terenów Półwyspu Bałkańskiego i Rumunii, szczególnie zaś Mołdawii i Siedmiogrodu, gdzie noszono przypominające koronkę naszyjniki plecione ze szklanych paciorków.

## Nazewnictwo i forma
Inne nazwy tego typu ozdoby to: łuczka, hołoczka, łanka, sylianka (od słowa sylikaty = nawlekanie), gerdana, drobynka, krywulta. Naszyjniki te mają formę taśmy z nawleczonych drobnych koralików. Różnorodne nazewnictwo jest związane z rozmaitymi technikami wykonania. Ozdoby mogą mieć formę opaski przylegającej ściśle do szyi lub kryzy.

## Materiały
W połowie XIX wieku krywulki wytwarzano, nawlekając szklane paciorki na kilka nici końskiego włosia. Nietrwałość materiału sprawiła, że już na przełomie XIX i XX wieku końskie włosie zastąpiono nićmi lnianymi i konopnymi. Stopniowo na przestrzeni XX wieku zaczęto stosować nici bawełniane. Współcześnie wykorzystuje się syntetyczne żyłki.
Koraliki szklane w XIX wieku pochodziły zazwyczaj z Wenecji. Od początku XX wieku importowano je z Czech.
Łemkowskie krywulki były wykonywane z paciorków o średnicy nawet około 2 mm. We wschodniej części Łemkowszczyzny do krywulek wyrabianych z drobnych koralików doczepiano również elementy z innych materiałów, takie jak krzyżyki i medaliki.

## Technika wykonania

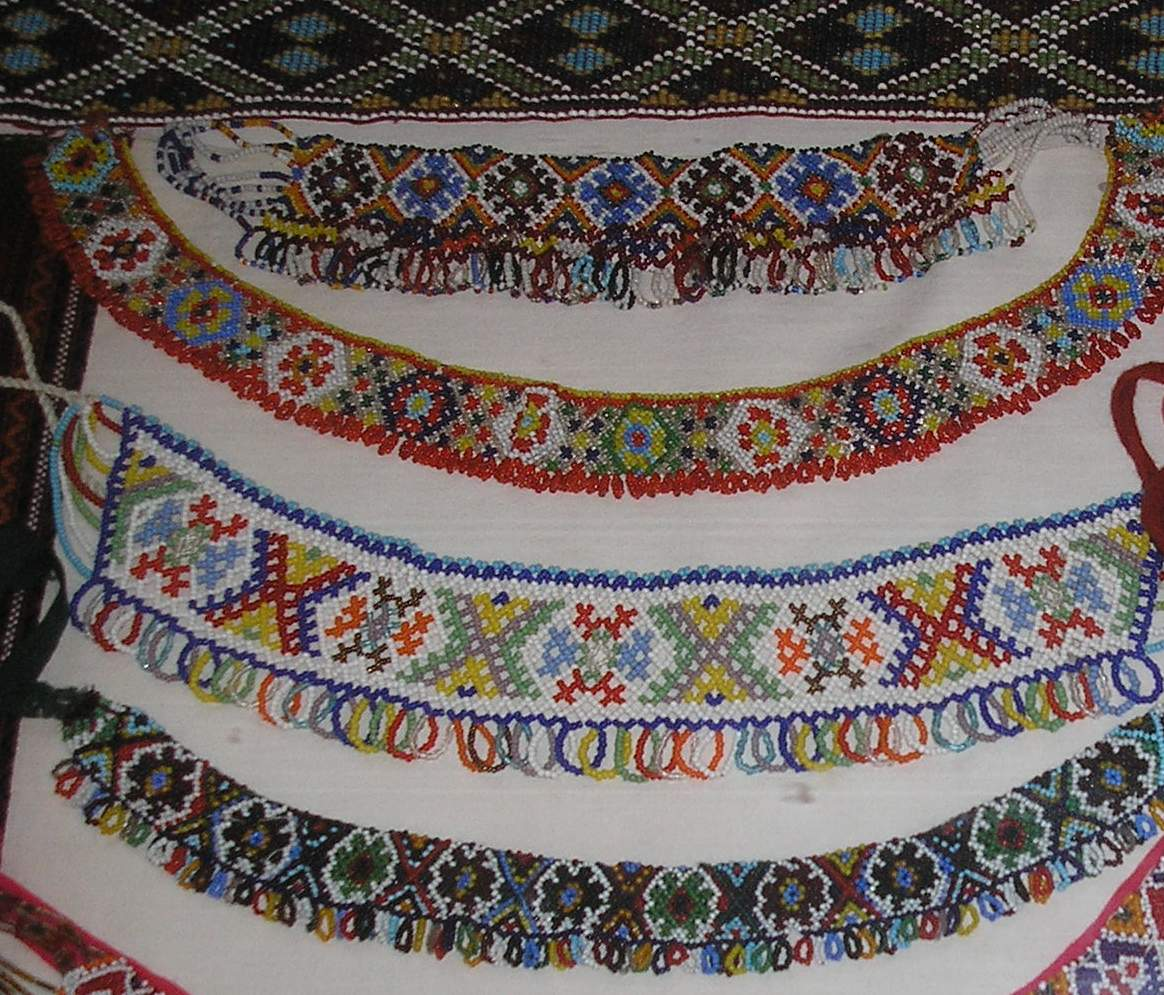
Gerdany z kolekcji Muzeum Sztuki Ludowej Huculszczyzny i Pokucia w Kołomyi

Naszyjniki mogły powstawać poprzez nawlekanie paciorków na nitki, których było od jednej do dziesięciu. Wzór budowany był dzięki odpowiedniemu krzyżowaniu i przewlekaniu, co dawało strukturę siatkową, a także wzory krzyżykowe i koliste.
Łemkowskie krywulki wykonywano za pomocą igły lub na specjalnie do tego używanych krosienkach. Huculskie gerdany wyrabiane były techniką tkania na drewnianych warsztatach.
Umiejętności wykonywania ozdób ze szklanych paciorków młodsze kobiety uczyły się od starszych, np. córki od matek, rywalizując później ze sobą w tworzeniu jak najładniejszych i największych krywulek. Dobór zestawień barwnych i wykończenie naszyjnika zależały od inwencji twórczej wykonawczyni, chociaż sama konstrukcja biżuterii była ograniczona techniką wykonania, która narzucała pewne rozwiązania.

## Kolorystyka i wzornictwo
Po wyprawach badawczych na Huculszczyznę oraz Ruś Węgierską i Bukowińską, które odbył w latach 1867–1880, Oskar Kolberg notował:
 „Oprócz tego z paciorków robią piękne naszyjniki i to w ten sposób: biorą pięć nici miernej długości na końcu jednym węzłem do siebie związane, nawlekają arcydrobnymi  różnokolorowymi pacioreczkami każdą nić z osobna, po czym nici nawlekane na krzyż przeplatają i w miarę upodobania nie tylko mieszają kolory, ale i układają w pewne szyki. Wyrabiają tym sposobem tak zwane gierdany, słowem naszyjniki paciorkowe, niepoślednią  ozdobę, której nawet i parobek nie popuści, obwijając swój słomiany kapelusz poczwórnym rzędem tych błyskotek”.

Współczesna twórczyni Anna Dobrowolska z Wołowca, której babka i matka również zajmowały się wykonywaniem krywulek, w odniesieniu do biżuterii łemkowskiej zwróciła uwagę na to, że:
 „W jej strukturze, kompozycji (...) wyrażona została symbolika solarna i związana z tym aspektem funkcja amuletu. Stanowiła też oznakę statusu społecznego i majątkowego noszącej ją kobiety. Im krywulka była szersza, tym kobieta ją nosząca była zamożniejsza. Jeśli chodzi o kolorystykę to przeważał kolor czerwony, stanowiący tło dla innych motywów geometryczno-kolorystycznych. Znane były także warianty żałobne, z fioletowym lub czarnym tłem”.

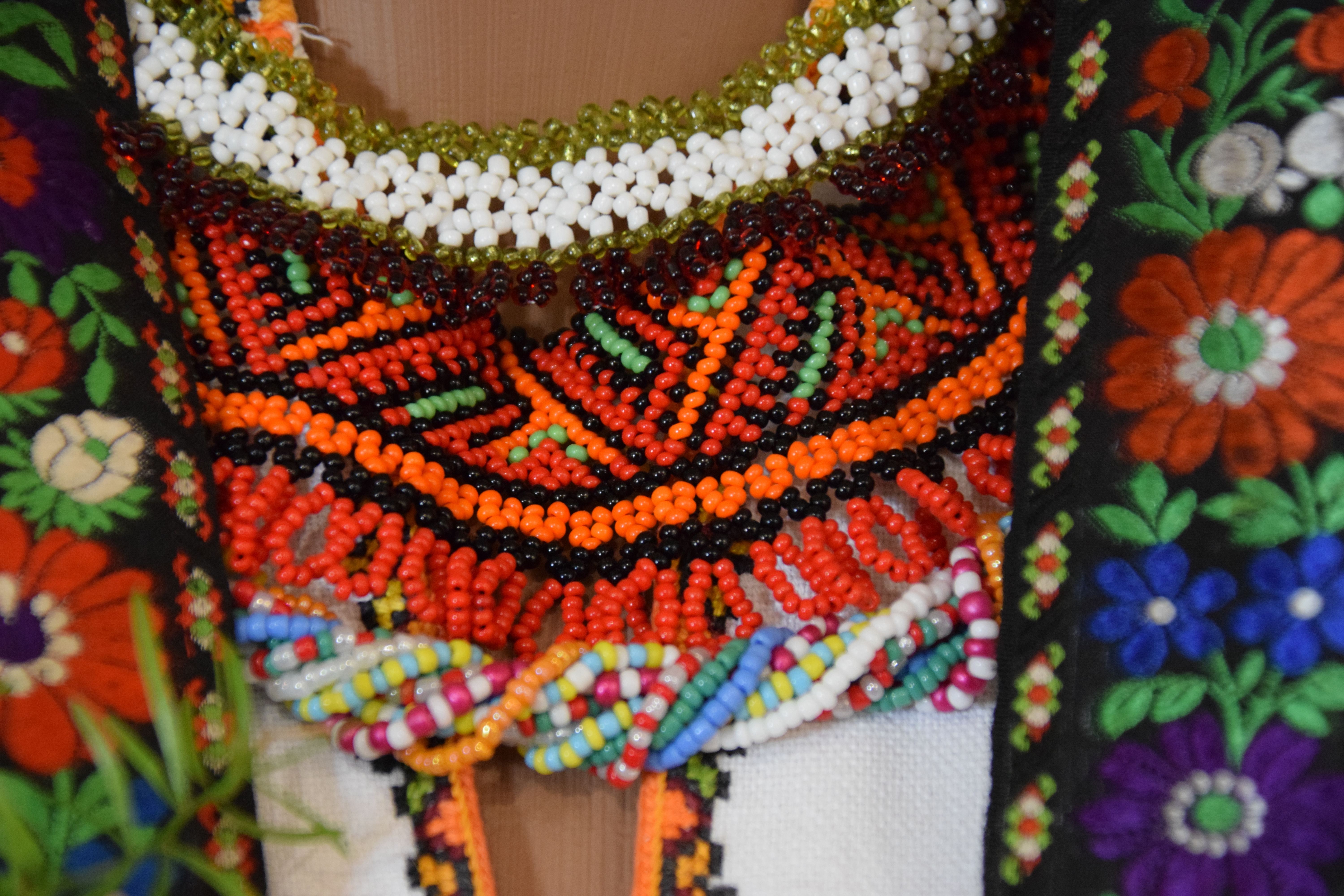
Huculska biżuteria weselna ze zbiorów Muzeum Sztuki Ludowej Huculszczyzny i Pokucia w Kołomyi

Ornamentyka krywulek często nawiązywała do motywów znanych z haftu, zwłaszcza stosowanego na koszulach, ale wzory czerpano również z czasopism regionalnych. Na Łemkowszczyźnie na tle z bardzo drobnych paciorków, czerwonych lub bordowych, powstawały geometryczne wzory w kształcie kół, kwadratów, rombów, sześciokątów i pasków. Do wykończenia i zróżnicowania faktury biżuterii używano także koralików o innej wielkości i kształcie, np. podłużnych. Wzory wykonywano z różnobarwnych koralików: białych, żółtych, pomarańczowych, złotych, zielonych, niebieskich czy granatowych.

## Rozmiary i koszt materiałów

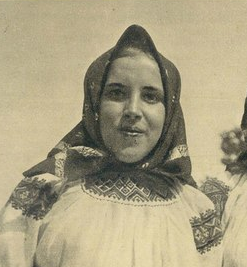
Fotografia z okresu międzywojennego przedstawiająca dziewczynę z Wołowca

Na Bojkowszczyźnie w Smereku i Rabem ozdoby z koralików w geometryczne wzory, zapinane z tyłu na haftki, które zwano w tych okolicach drabinkami, miały około 3 cm szerokości. W okolicach Krynicy naszyjniki zwane gerdan były przypominającą siatkę ażurową ozdobą, natomiast krywulki z Komańczy miały formę zbliżoną do wykładanego kołnierzyka. Na Łemkowszczyźnie szerokość ozdoby wykonywanej z koralików wynosiła zwykle 10–15 cm, choć w okolicach Komańczy bywały one jeszcze bardziej okazałe, przy czym przed II wojną światową na najszersze, ze względu na koszt materiałów, mogły sobie pozwolić tylko najbogatsze kobiety. Za ponad sześciokrotność ceny koralików i nici, które były potrzebne do wykonania krywulki, można było kupić krowę.

## Rola w łemkowskim stroju ludowym

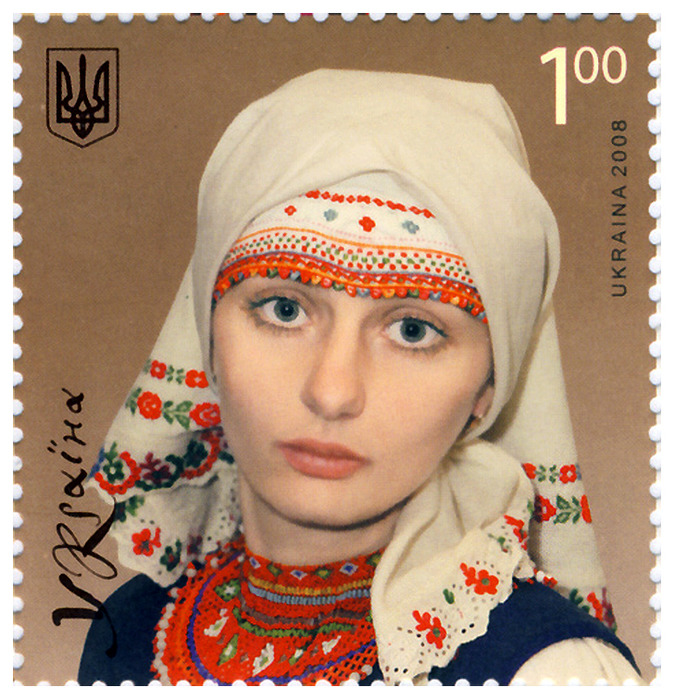
Ukraiński znaczek pocztowy z serii „Tradycyjne nakrycia głowy Ukraińców”, przedstawiający elementy stroju łemkowskiego

Krywulka stanowi najbardziej charakterystyczny element biżuterii Łemkiń. Rozpowszechniła się we wschodniej części Łemkowszczyzny w okresie międzywojennym, wypierając bardzo kosztowne naszyjniki koralowe, podczas gdy na zachodniej i środkowej Łemkowszczyźnie rolę korala przejęły tzw. dętki.
Przed połową XX wieku zakładano ją do odświętnego stroju na koszulę i łajbyk (rodzaj gorsetu), ale noszono także jako ozdobę ubioru codziennego, jeśli jakąś kobietę było stać na posiadanie kilku krywulek, ewentualnie dodatkowo nakładając na nią inne sznury paciorków, które owijały ciasno szyję lub zwisały swobodnie na wierzchu szerszego naszyjnika. Biżuterię koralikową nosiły zarówno dziewczęta, jak i dojrzałe kobiety.